# Il giudice Mastrangelo
Il giudice Mastrangelo è una serie televisiva italiana trasmessa da Canale 5, con protagonista Diego Abatantuono per la regia di Enrico Oldoini, composta da due stagioni.

## Trama
Diego Abatantuono interpreta il "giudice" (in realtà un procuratore aggiunto) Diego Mastrangelo, tornato dopo anni di attività al Nord nella sua terra, il Salento, dove ritrova gli ambienti e gli amici che aveva lasciato anni prima. Assieme a lui c'è la sorella Cristiana (Vittoria Piancastelli) e il fidato autista Uelino (Antonio Catania), con cui dà vita a gustosi siparietti comici.
Ma al centro della miniserie c'è il giallo, con i casi che via via il giudice deve risolvere.
Nella prima serie, andata in onda tra dicembre 2005 e gennaio 2006 con ottimi risultati d'ascolto, il giudice si innamora del commissario Federica Denza (Amanda Sandrelli).
Nella seconda serie, invece, in onda nel maggio 2007 con scarsi risultati d'ascolto, la relazione con Federica è in crisi e il loro matrimonio viene annullato. La donna parte per un corso di perfezionamento e nel frattempo nel cuore di Mastrangelo entra il procuratore Claudia Nicolai (Alessia Marcuzzi). A fine serie Mastrangelo parte in barca con Uelino per una vacanza e Claudia decide di riprovarci con il marito, il commissario Paolo Parsani (Fabio Fulco), da cui si stava separando a inizio serie. La serie si conclude con Claudia che torna da Diego ma lui decide di partire senza di lei e si insulta da solo mentre lei, al porto, lo guarda partire dicendo "tanto non finisce qui".
Dal 16 giugno 2008 sono andate in onda su Rete 4 le repliche della prima serie. Dopo gli ottimi ascolti in prima serata (la prima puntata totalizzò oltre 3 milioni con il 13% di share), dal 21 luglio 2008 sono state replicate su Rete 4 gli episodi della seconda serie. Durante l'agosto del 2009 sono andate in onda le repliche della prima serie su Canale 5 nella fascia pomeridiana ottenendo buoni ascolti. Da sabato 8 giugno 2013 la fiction riparte in replica in prima serata su Mediaset Extra.
La serie è ambientata a Lecce e nei dintorni, il territorio del Salento. L'ambientazione è molto da cartolina paesaggistica.
L'edificio adibito alla Procura è in realtà il "Palazzo del Protonobilissimo" (chiamato anche "Palazzo del Principe") a Muro Leccese, comune in provincia di Lecce.
Il progetto di una terza serie è stato accantonato dopo i bassi ascolti della prima messa in onda della seconda serie.

## Episodi
| Stagione         | Episodi | Prima TV  |
| ---------------- | ------- | --------- |
| Prima stagione   | 6       | 2005-2006 |
| Seconda stagione | 4       | 2007      |